# Vincenzo Petrocelli
Pour les articles homonymes, voir Petroccelli.
Vincenzo Pasquale Angelo Petrocelli plus connu comme Vincenzo Petrocelli, né à Cervaro le 6 juillet 1823 et mort à Naples le 2 février 1896, est un peintre italien.

## Biographie
Vincenzo Petroccelli est né à Cervaro appartenant alors au royaume des Deux-Siciles et situé dans le Latium. Il a étudié à l'Académie de Naples et étudié sous Domenico Morelli, et a été actif en tant que peintre à partir de 1850. Principalement peintre de thèmes historiques, il a aussi peint des portraits et des scènes de genre, peinture qui se consacre à des scènes de la vie quotidienne.
Ses fils Achille et Arturo sont devenus tous deux peintres. Petroccelli est mort à Naples.
Avant tout, Vincenzo Petroccelli a réalisé des peintures historiques de valeur internationale.

## Hommages
- Décoration  italienne :  chevalier de l'ordre militaire d'Italie pour les mérites artistiques

- Vincenzo Gemito a fait un portrait en argile en hommage à Vincenzo Petroccelli en 1869[3].

## Musée
- Collections de la maison de Savoie.
- Musée de l'Ermitage, Saint-Pétersbourg[4].
- Musée de Caserte[5].
- Musée de Capodimonte[6].
- Quadreria di Palazzo Reale di Napoli.

## Œuvres
- Portrait du Prince Yusupov (acheté à musée de l'Ermitage) ;
- Marin Faliero (acheté à la maison royale de l'Italie de maison de Savoie) ;
- Bice del Balzo dans le Château de Rosate (conservé au musée du palais de Caserte) ;
- Les Fidèles en prière (conservé au musée de Capodimonte) ;
- I neofiti nelle Catacombe sorpresi dalla guardia pretoriana ;
- Il corpo di Carlo il Temerario ;
- I congiurati che attendono il duca di Guisa ;
- I Borbonici nel Monastero delle Carmelitane in Catania ;
- Il Consiglo dei Tre ;
- Le carezze del Nonno.

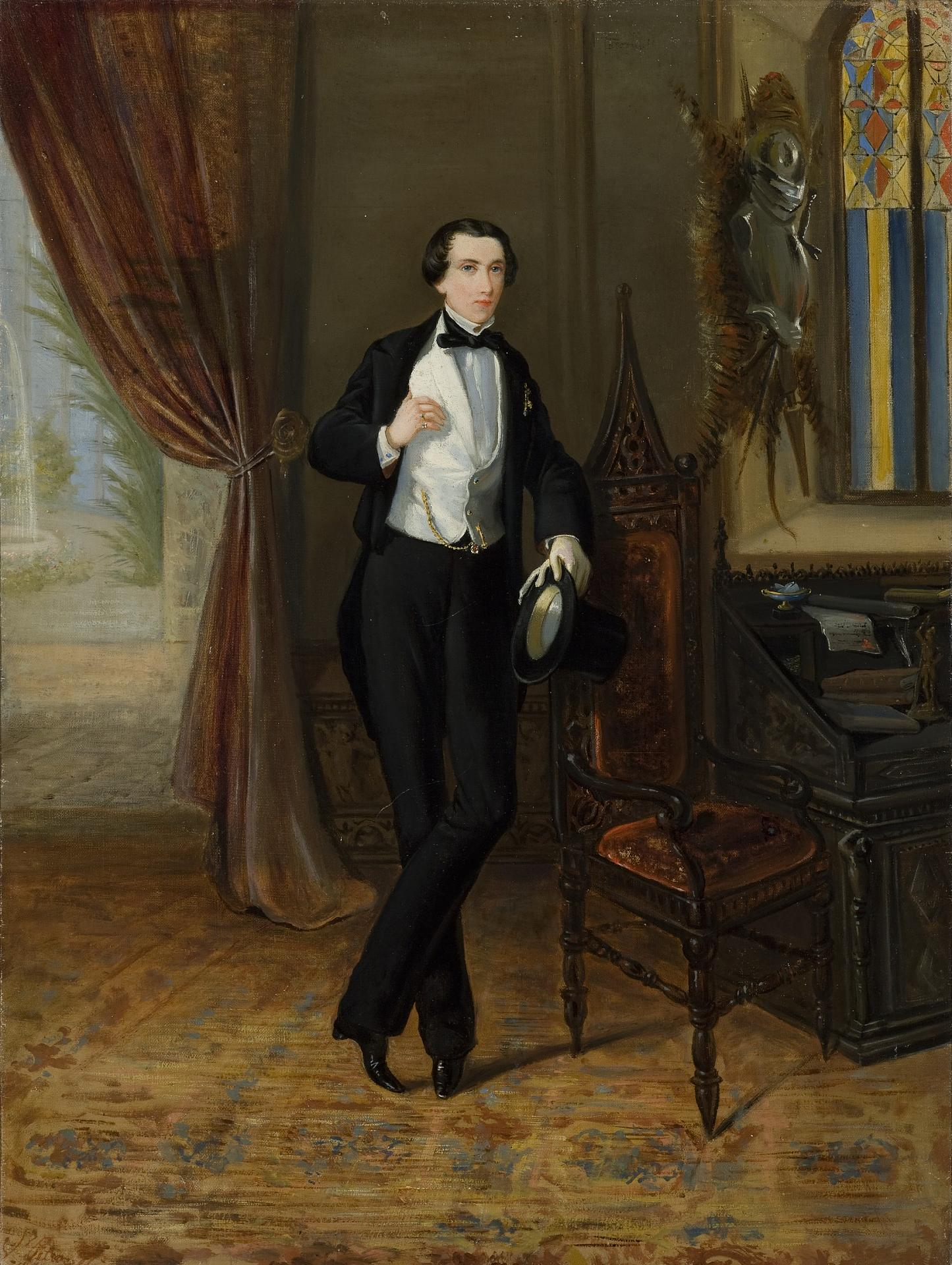
Portrait du jeune duc N.B. Yusupov, Musée de l'Ermitage, St. Pétersbourg
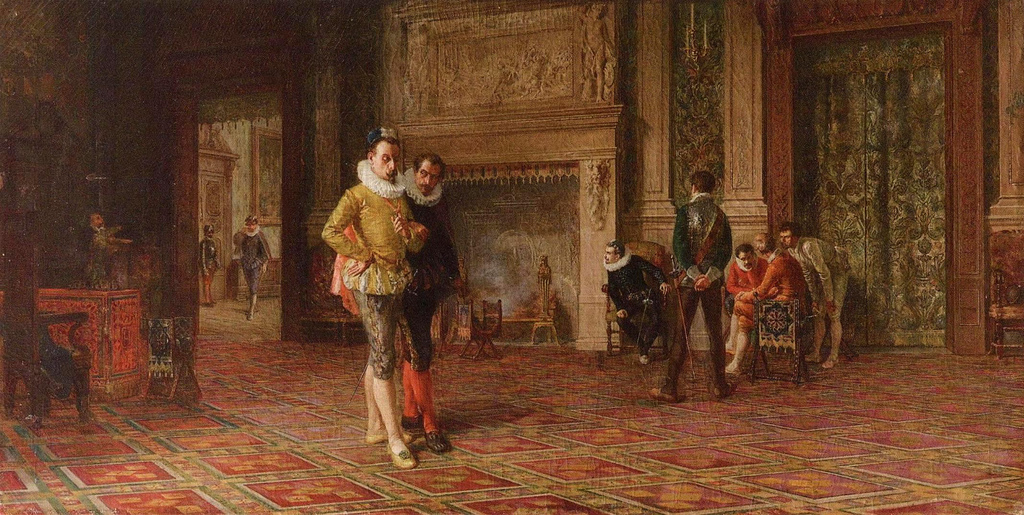
Les Conjurés attendant le duc de Guise.
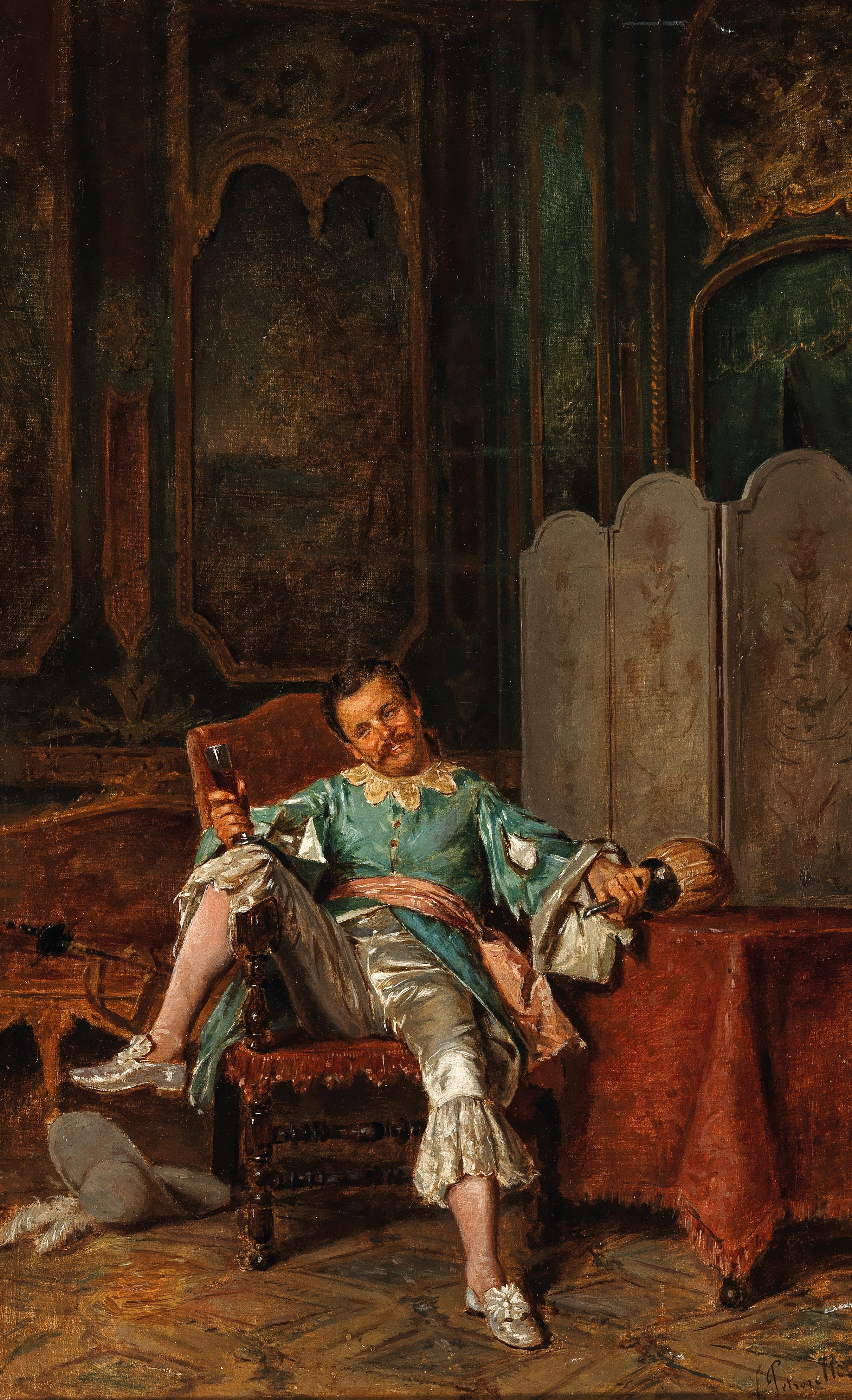
Une Bonne Ivresse.

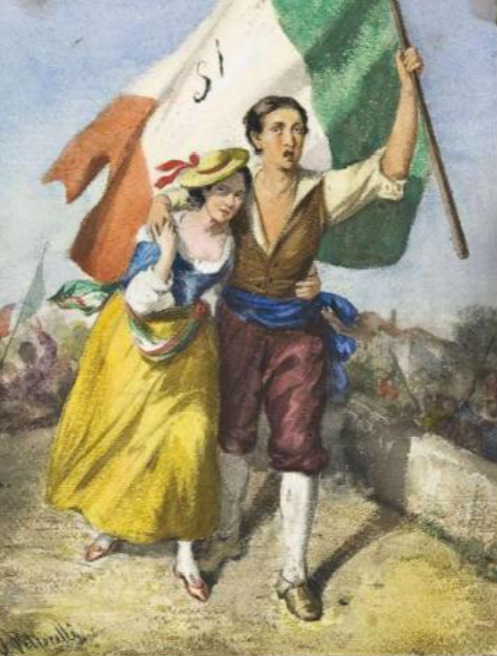
Le Drapeau italien.
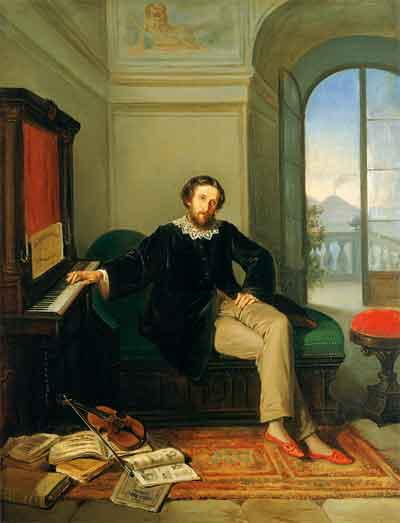
Portrait du prince Nicolas Youssoupov (1827-1891), musée de l'Ermitage en 1850.
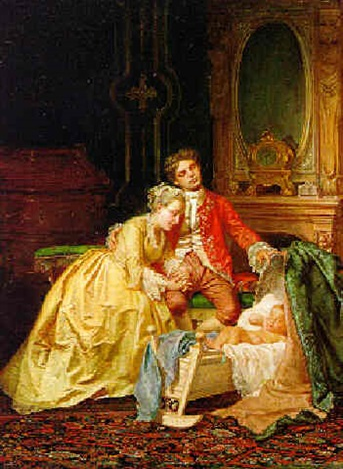
La Famille.
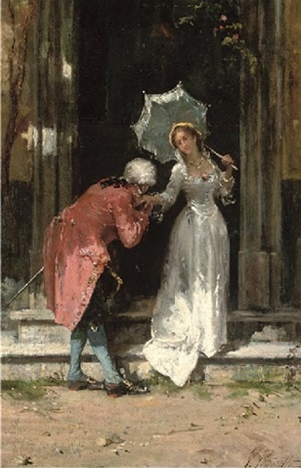
Le Salut du prétendant.
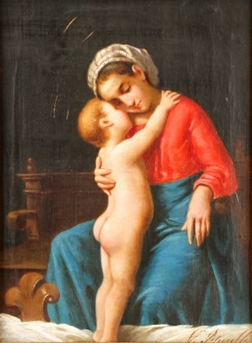
Vierge à l'Enfant.
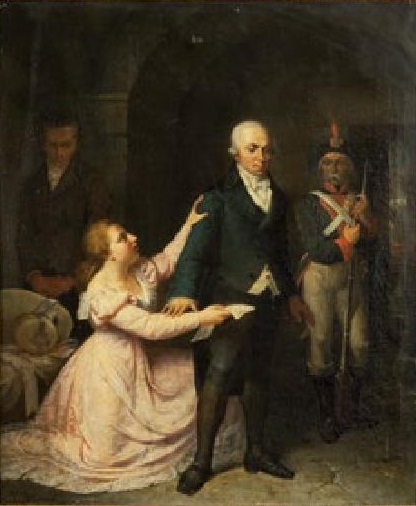
L'Arrestation.

## Expositions
- Mostra Borbonica, 1839
- Mostra Borbonica, 1848 : Morte di Galeazzo Sforza, Isabella di Firenze (cat. p. 41 num. 226, 227), Ginevra genuflessa (p. 41 num. 224)
- Mostra Promotrice napoletana : Il conte Leicester e la sua vittima (cat. p. 14 num. 124)
- Mostra Promotrice napoletana 1864:  I miserabili di Victor Hugo, Jean Valjean (in cat. p. 10 num. 97)
- Mostra Promotrice napoletana 1866 :  La lettura delle denunzie a Venezia (in cat. p. 9 num. 54)
- Mostra Promotrice 1873 : La primavera, Il chilo et Prima della predica (cat. p. 8 num. 70, 82, p. 11 num. 151)
- Mostra Promotrice 1874 : I speranzuoli et  Ai vesepri (cat. p. 10 num. 143, p. 11 num. 168)
- Mostra Promotrice 1875 : Ballerina orientale (cat. p. 8 num. 68)
- Mostra Promotrice 1876 : Amore allo studio (cat. p. 6 num. 33)
- Mostra Promotrice 1886 : Le mie avventure (cat. p. 42 num. 68)
- Mostra Promotrice 1893 : Buona notte (cat. 11 num. 89)
- Mostra Promotrice 1896 (à titre posthume) : L'assetato et Un Bozzetto (cat. p. 14 num. 65, p. 17 num. 116)
- Mostra Nazionale di Napoli, 1877: La favorita del sultano (cat. p. 53 num. 694),